# Cezary Król
Cezary Król (ur. 22 lipca 1967 we Włocławku) – polski urzędnik służby cywilnej, dyplomata. Od 2011 do 2015 ambasador RP w Słowenii.

## Życiorys
W 1991 ukończył z wyróżnieniem politologię w Moskiewskim Państwowym Instytucie Stosunków Międzynarodowych, studium podyplomowe dla pracowników służby zagranicznej w Polskim Instytucie Spraw Międzynarodowych (1992) oraz studia podyplomowe z zakresu prawa i gospodarki Wspólnot Europejskich na Uniwersytecie Warszawskim (1992).
W 1992 rozpoczął pracę w Ministerstwie Spraw Zagranicznych na stanowisku ds. państw bałtyckich w Departamencie Europy. W 1994 wyjechał do ambasady RP w Londynie, gdzie był II, a następnie I sekretarzem. W latach 1999–2002 pracował w centrali w Departamencie Europy Zachodniej, początkowo na stanowisku ds. Wielkiej Brytanii, a od 2000 jako naczelnik wydziału. W 2002 ponownie wyjechał do Londynu, gdzie był zastępcą ambasadora i szefem wydziału politycznego. Przez prawie cały 2006 samodzielnie kierował placówką w Londynie jako chargé d’affaires. Od grudnia 2007 był zastępcą, a od marca 2008 do stycznia 2011 dyrektorem Sekretariatu Ministra SZ. W latach 2011–2015 ambasador RP w Słowenii. We wrześniu 2024 został dyrektorem Biura Ministra Spraw SZ.
Zna języki: angielski, rosyjski i, biernie, francuski oraz grecki.